# Под покровом небес (фильм)
«Под покровом небес» (англ. The Sheltering Sky) — драма Бернардо Бертолуччи о трагическом путешествии семейной пары американцев по Северной Африке. Фильм поставлен по одноимённому роману Пола Боулза. Главные роли исполнили Джон Малкович и Дебра Уингер.
Был неоднозначно принят мировой кинопрессой. Автор романа Пол Боулз остался крайне недоволен работой Бертолуччи. В частности, ему показались неуместными эротические сцены между Белькассимом и Кит. В 1998 году Боулз даже переписал предисловие к своей книге, отметив, что чем меньше сказано о фильме, тем лучше. Премия «Золотой глобус» за лучшую музыку, премия Британской киноакадемии за лучшую операторскую работу.

## Сюжет
Молодая пара американцев, Порт и Кит Морсби, отправляется в путешествие по Северной Африке. Они подавлены Второй мировой войной, разочарованы в жизни и в собственных отношениях.
В 1947 году вместе со своим другом Таннером они приезжают в Оран. Главные герои погружаются вглубь Алжира, расставаясь с привычными благами цивилизации. Таннер покидает их.
Порт заражается тифом и умирает во французском форте посреди Сахары. Его жена в отчаянии присоединяется к каравану туарегов. Один из туарегов по имени Белькассим берёт Кит себе в любовницы и привозит домой в родную деревню. Кит оказывается фактически пленницей и её жизнь делают невыносимой другие жены Белькассима. Кит убегает из гарема.
Обезумевшая, она попадает в больницу, где её находят работники американского посольства и перевозят обратно в Оран. Действие фильма заканчивается в том же кафе, где и начиналось. В конце фильма в кадре появляется сам Пол Боулз, который на протяжении фильма выступал в роли рассказчика.

## В ролях
- Джон Малкович — Порт Морсби
- Дебра Уингер — Кит Морсби
- Кэмпбелл Скотт — Джордж Таннер
- Джилл Беннетт — Миссис Лайл
- Тимоти Сполл — Эрик Лайл
- Эрик Ву-Ан — Белькассим
- Николетта Браски — Француженка (в эпизоде в начале фильма в кафе)
- Вероника Лазар – Нун

## Критика
Агрегатор обзоров Rotten Tomatoes сообщил, что 50 процентов критиков дали фильму положительные отзывы, несмотря на то, что фильм потерпел финансовый крах. Среди тех, кто хвалил фильм, был кинокритик The New York Times, Винсент Кэнби, который описал его как «долгий, красиво модулированный крик отчаяния». В 1998 году Пол Боулз написал новое предисловие к роману, в котором заявил: чем меньше сейчас говорят о фильме, тем лучше.

## Награды и номинации
| Награда                                     | Категория                      | Номинант(ы)                            | Результат    |
| ------------------------------------------- | ------------------------------ | -------------------------------------- | ------------ |
| Boston Society of Film Critics Awards       | Лучшая операторская работа     | Витторио Стораро (also for Dick Tracy) | Победа       |
| British Academy Film Awards                 | Лучшая операторская работа     | Витторио Стораро                       | Победа       |
| British Academy Film Awards                 | Лучший производственный дизайн | Джанни Сильвестри                      | Номинация    |
| Golden Ciak Awards                          | Лучший фильм                   | Бернардо Бертолуччи                    | Победа       |
| Golden Ciak Awards                          | Лучший режиссер                | Бернардо Бертолуччи                    | Победа       |
| Golden Ciak Awards                          | Лучшая операторская работа     | Витторио Стораро                       | Победа       |
| Golden Ciak Awards                          | Лучший монтаж                  | Габриэлла Кристиани                    | Номинация    |
| Golden Ciak Awards                          | Лучший производственный дизайн | Джанни Сильвестри                      | Номинация    |
| Golden Globe Awards                         | Лучший режиссер                | Бернардо Бертолуччи                    | Номинация    |
| Golden Globe Awards                         | Лучшая оригинальная партитура  | Ryuichi Sakamoto and Richard Horowitz  | Победа       |
| Los Angeles Film Critics Association Awards | Лучшая операторская работа     | Витторио Стораро                       | Второе место |
| Los Angeles Film Critics Association Awards | Лучшая музыкальная партитура   | Ryuichi Sakamoto and Richard Horowitz  | Победа       |
| Nastro d'Argento                            | Лучший режиссер                | Бернардо Бертолуччи                    | Номинация    |
| Nastro d'Argento                            | Лучшая операторская работа     | Витторио Стораро                       | Победа       |
| National Society of Film Critics Awards     | Лучшая актриса                 | Дебра Уингер                           | 3rd Place    |
| New York Film Critics Circle Awards         | Лучший режиссер                | Бернардо Бертолуччи                    | Второе место |
| New York Film Critics Circle Awards         | Лучшая операторская работа     | Витторио Стораро                       | Победа       |